# Орсфельд
Орсфельд (нім. Orsfeld) — громада в Німеччині, розташована в землі Рейнланд-Пфальц. Входить до складу району Бітбург-Прюм. Складова частина об'єднання громад Бітбургер-Ланд.
Площа — 5,17 км². Населення становить 197 ос. (станом на 31 грудня 2020).